# 大丸
大丸（日语：／、英語：DAIMARU）是日本J. Front集團旗下的百貨店屋號。2010年2月28日以前由株式會社大丸營運。
做為發源自近畿的老牌百貨店，大丸在大阪（心齋橋、梅田）、京都、神戶、東京、札幌的店舖為主力店，此6分店佔據其營收的91%。上述主力店現在由株式會社大丸松坂屋百貨店營運。

## 歷史
1717年（享保2年），下村彥右衛門正啓於京都伏見開設「大文字屋」吳服店，同時也兼做換幣商。1726年進駐大坂心齋橋筋，1728年於名古屋本町開設名古屋店「大丸屋」（之後關閉）。幕末時，相對於高島屋，大丸是屬於幕府方。
1907年（明治40年），大丸吳服店設立。至1928年(昭和3年)改稱「大丸」。
1908年11月，個人商店「大丸吳服店」轉為股份公司。此時，早稻田大學商科出身的下村家當主（第11代下村正太郎）聘請銀行家杉山義雄擔任專務理事進行改革。杉山就任專務理事時，資本50萬日圓中出資3萬日圓，從業人員與別家出資20萬日圓。別家的守舊使得杉山發起激進的改革，但卻招致資深員工與別家的反感，加上經營不佳，迫使杉山辭職。
1910年，東京信託會社的岩崎一提出改革案，在大隈重信的斡旋之下，日本生命社長片岡直溫著手進行改革。同年秋季，東京、名古屋兩店結束營業，而京都、大阪、神戶店則進行擴建。下村家也賣出收藏的書畫骨董換取約30萬日圓的調度資金。1914年，大阪店跳票、京阪二店休業等，大丸從吳服店轉型至百貨店的過程中充滿波折，直至1928年更名為大丸，完成現代化。
高度成長期，大丸與三越（現三越伊勢丹控股旗下的三越伊勢丹）並列，有「西之橫綱」之稱，但在泡沫經濟破滅後經營陷入低迷。奧田務就任社長後，早於其他百貨店，於1998年開始進行企業結構改造，內容包括關閉國內業績低落店鋪並全面退出海外以及裁員，並在2003年開設札幌店。在這波成功的改革之下，大丸的收益能力躍居業界首位。
特別的是，各分店念法上，一般通常「〜店」是念作「〜てん」，但近畿圈各店則是延續傳統念為「〜みせ」。如直營店中，札幌店、東京店念為「〜てん」，而心齋橋店、京都店、神戶店、梅田店則念作「〜みせ」。相對於同地區其他同業都念為「〜てん」，店名念法成為大丸的特色（但高島屋也有部分社員會使用「〜みせ」的念法）。
大丸的名產是加入內餡的卡斯特拉饅頭，上有「大」字燒印，名為「大丸饅頭」，現在可在大丸梅田店與博多大丸福岡天神店可購入。過去神戶店也有販售，但1995年阪神、淡路大震災造成機械毀壞後停止販售。之後2005年為了紀念震災10周年推出一周限定銷售。
2007年3月14日大丸宣佈以全部以股換股形式合併松坂屋，以14日市價的溢價18%收購，等於後者具有1834.3億日元的價值。大丸股東一股將可換得新控股公司1.4股，松坂屋的股東則為一股換一股並於9月3日正式合併成立「J．零售陣線（JFR）」集團」。
2009年2月28日大丸以379.1億日圓（約30億港元，3.88億美元）收購崇光百貨位於大阪心齋橋的總店，崇光百貨總店於2009年8月底結業，營業面積4萬平方米，年營業額高達440億日圓，之後大丸將把之與相鄰的大丸百貨心齋橋店合併，成為一家佔地7.8萬平方米的超大型百貨店。

## 沿革

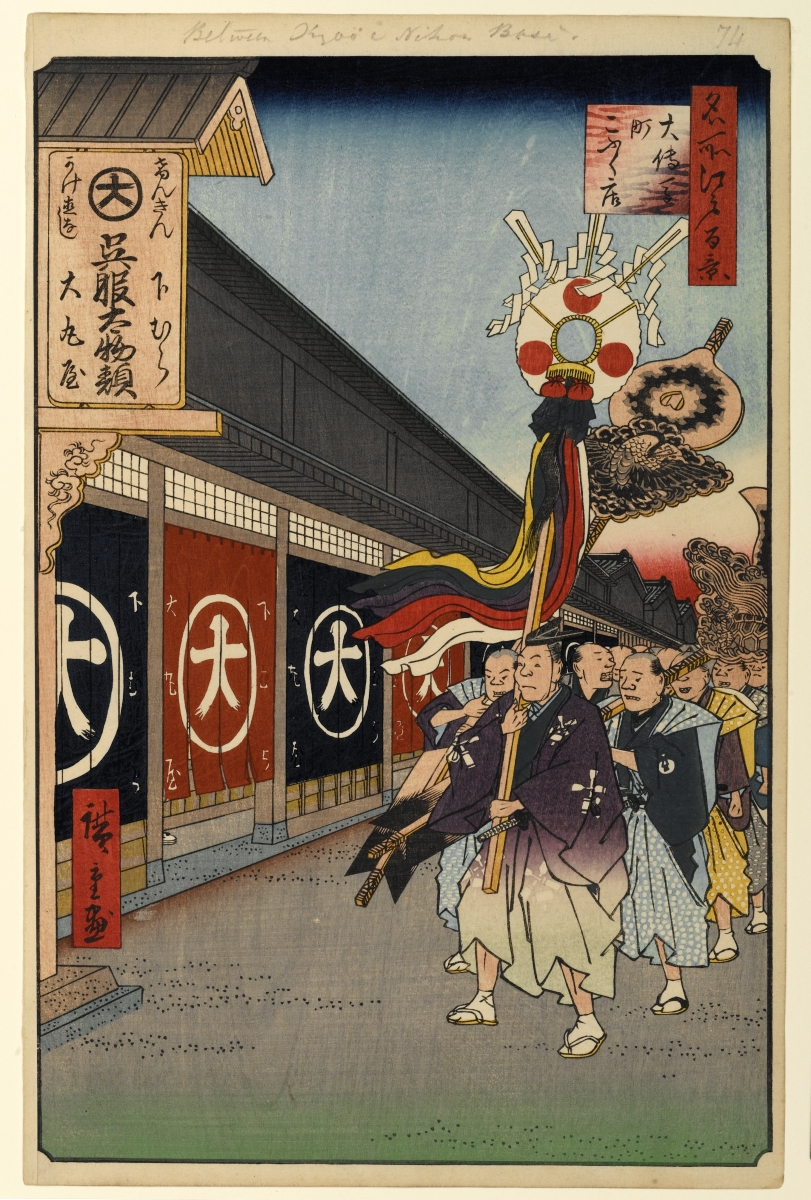
歌川廣重《名所江戶百景》的「大傳馬町吳服店」，畫中可見江戶末期的江戶店外貌

- 1717年（享保2年）：下村彥右衛門正啓在京都伏見開設古着商「大文字屋」。（大丸創業）
- 1726年（享保11年）：大坂木挽町北之丁開設大坂店（おおさかだな）「松屋」，開始現金標價出售（現心齋橋店所在地）。
- 1728年（享保13年）：名古屋本町四丁目開設名古屋店（なごやだな），首度稱「大丸屋」。(1910年（明治43年）閉店)
- 1736年（元文元年）：京都東洞院船屋町開設大丸總本店「大文字屋」。經營理念定為「先義後利」。
- 1743年（寬保3年）：江戶日本橋大傳馬町三丁目開設江戶店（えどだな）。
- 1907年（明治40年）：以資本金50萬日圓成立「株式合資會社大丸吳服店」。
- 1910年（明治43年）：江戶店、名古屋店閉店。
- 1912年（明治45年）：百貨公司形式的「京都大丸」開店（現京都店所在地。鋼筋木造3層樓建築）。
- 1913年（大正2年）：神戶元町開設神戶支店。登錄商標。採用女子銷售員。
- 1920年（大正9年）：以資本金1,200萬日圓設立「株式會社大丸吳服店」。
- 1925年（大正14年）：公司章程的經營宗旨改為「百貨陳列銷售業等」。
- 1927年（昭和2年）：神戶店遷往明石町（現在地）。
- 1928年（昭和3年）：商號改為「株式會社大丸」。
- 1931年（昭和6年）：合併「株式會社京都大丸」，改名為京都店。
- 1947年（昭和22年）：高知大丸開店。
- 1949年（昭和24年）：鳥取大丸（日语：鳥取大丸）成為關係百貨店。
- 1949年（昭和24年）：大丸裁縫女學院（現D'S時尚專門學校（日语：ディーズファッション専門学校））於京都店6樓開校。
- 1950年（昭和25年）：下關大丸（日语：下関大丸）開店。
- 1951年（昭和26年）：別子大丸（日语：新居浜大丸）成為關係百貨店。
- 1953年（昭和28年）：博多大丸開店。與克里斯汀·迪奧簽訂獨佔契約（至1964年）
- 1954年（昭和29年）：東京站八重洲口開設東京店。開幕日吸引20萬人來店。日本首次導入打工制。
- 1959年（昭和34年）：原創紳士服「TROJAN」（トロージャン）誕生。
- 1960年（昭和35年）：設立PEACOCK產業株式會社（現AEON MARKET（日语：イオンマーケット））。
- 1961年（昭和36年）：成為日本零售業營收冠軍。(1960年下半期至1968年下半期)
- 1964年（昭和39年）：與紀梵希簽訂獨佔契約。
- 1968年（昭和43年）：設立貨運代理子公司「大興運輸株式會社」。
- 1971年（昭和46年）：町田店開店。和歌山店開店。米子大丸成為關係百貨店。
- 1972年（昭和47年）：與松坂屋開始共同配送業務。
- 1974年（昭和49年）：今治大丸（日语：今治大丸）成為關係百貨店。
- 1975年（昭和50年）：別子大丸更名為新居濱大丸（日语：新居浜大丸）。
- 1976年（昭和51年）：百貨業界首次實施名列商品缺點。
- 1977年（昭和52年）：新長田店開店。
- 1980年（昭和55年）：町田店改為町田大丸，成為分公司。
- 1983年（昭和58年）：導入CIS，制定新商標。梅田店開店。新設家庭購物事業部（現大丸家庭購物）。
- 1984年（昭和59年）：新設信用卡事業部（現JFR CARD）。
- 1987年（昭和62年）：神戶店周邊店鋪1號店（現舊居留地38番館）開店。米子大丸閉店。
- 1988年（昭和63年）：設立株式會社大丸信用卡服務、株式會社大丸丸家庭購物、株式會社大丸情報中心。長崎大丸開店。
- 1990年（平成2年）：設立株式會社大丸友之會。
- 1992年（平成4年） ：大興運輸株式會社改名為株式會社ASSOCIA（アソシア）。
- 1993年（平成5年） ：大阪美國村的BIGSTEP（ビッグ・ステップ）開幕。
- 1997年（平成9年） ：受到1995年阪神大地震影響的神戶店重新開幕。
- 1998年（平成10年）： 和歌山店閉店。
- 2000年（平成12年） ：町田大丸閉店。
- 2001年（平成13年） ：新居濱大丸閉店。
- 2003年（平成15年） ：札幌店開店。
- 2005年（平成17年） ：發行大丸D CARD。
- 2006年（平成18年） ：ASSOCIA股份賣給日本郵政公社，更名為「株式會社JP LOGI SERVICE」（JPロジサービス）。
- 2007年（平成19年）
  - 與株式會社松坂屋業務整合。成立持股公司「J.Front Retailing（日语：J.フロントリテイリング）株式會社」。
  - 京都店「日本生命四條大樓」、「京都鑽石大樓」的周邊店鋪開幕。
  - 神戶店「NTT西日本神戶大樓」；「BLOCK44（神戶御幸大樓）」的周邊店鋪開幕。
- 2008年（平成20年） ：今治大丸閉店。
- 2010年（平成22年） ：與株式會社松坂屋合併，公司解散。株式會社松坂屋更名為「株式會社大丸松坂屋百貨店」。

## 商標
創業時的「大文字屋」店名是源自於京都五山送火的「大文字送火」。前進名古屋時，在「丸」中加入「大」字做為商標，一般民眾多稱為「大丸」。
前進江戶時，使用有著商標的風呂敷包裹商品。由於華麗的風呂敷非常引人注目，在江戶蔚為話題，使得知名度大為增加。
大丸屋江戶店的風呂敷在1750年（寛延3年）賣出14,500張，1828年（文政11年）增加四倍至60,670枚。成為一般平民運送物品所使用的道具。
當時的大丸屋與越後屋（現三越）、白木屋（現東急百貨店）並列為江戶三大吳服店。
1913年（大正2年），為了與類似商標區隔，在「大丸」圖案中的大字加入吉祥的「七五三」（大字一橫左端加上3條鬚，「人」字左下端加入5條鬚，右下端加入7條鬚）。
1983年為了企業識別，商標改為以「孔雀」設計的新圖標。但是，現在正式社章上仍使用「七五三大丸」，並可見於吳服包裝以及部分店鋪（心齋橋店南館樓頂與下關大丸等）外觀。
2010年3月大丸松坂屋百貨店成立後，各店正面入口旁的店名銘板加上「大丸」圖案與「大丸 創業1717年」。以前的銘板上方是「大丸」圖案，下方是「株式会社大丸 The Daimaru,Inc.」。心齋橋店則是一開始就有「創業1717年」字樣。梅田店正面入口銘板原是孔雀企業識別商標與「DAIMARU UMEDA」，2011年4月19日重新開幕後一樣改為「大丸」圖案。

## 分店

### 直營店

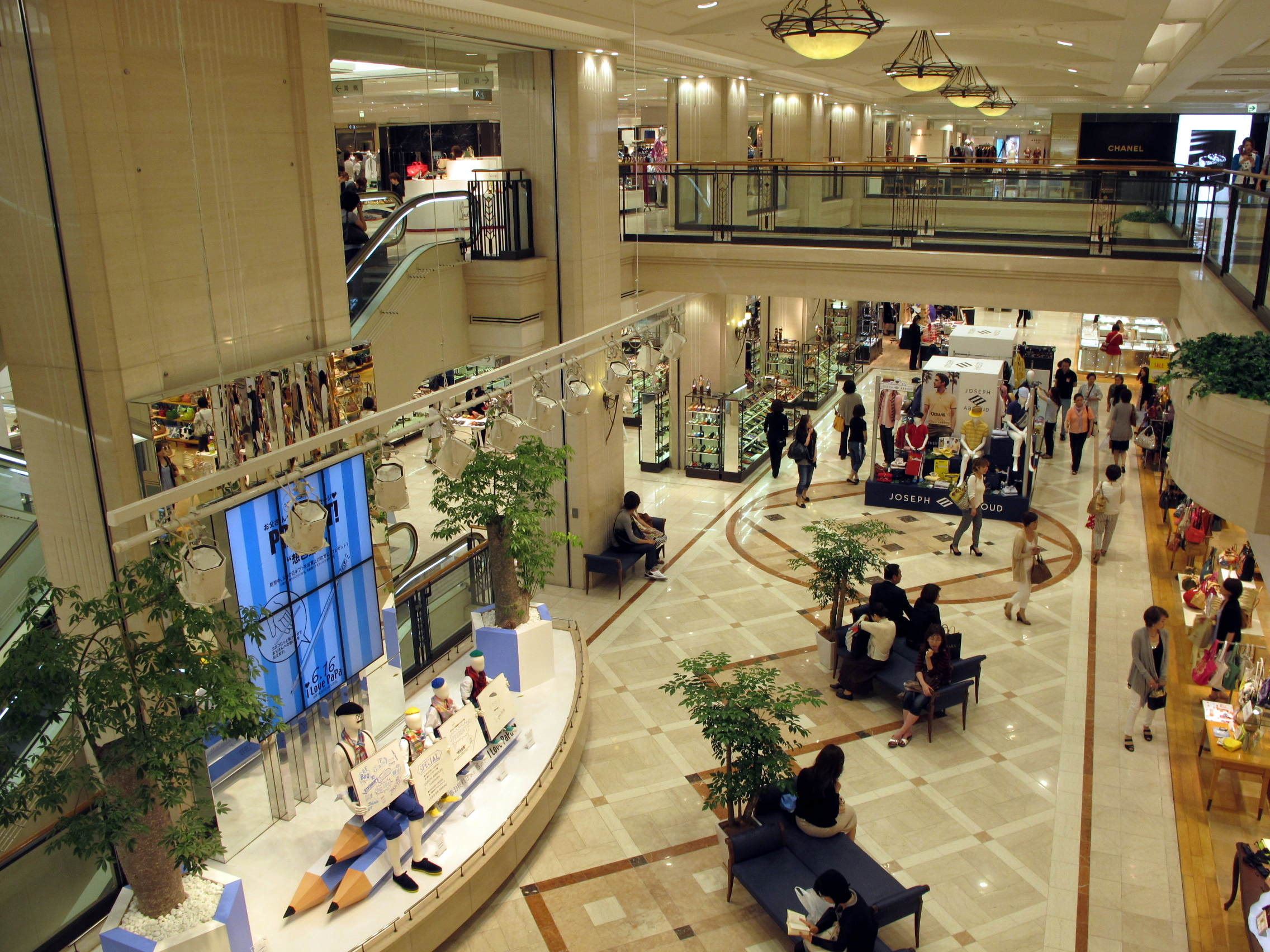
神戶店店內

心齋橋店
1726年（享保11年）， 大坂島之內木挽町北之丁（現中央區心齋橋筋一丁目）開設大坂店「松屋」。
1867年（慶応3年） ，大坂地圖「浪華名所獨案內」記載為「大丸吳服店」。
1920年（大正9年）4月16日， 定為「株式會社大丸吳服店」的「本店」。同年因火災全毀
1922年（大正11年），店鋪 重建。第1期工程完成。由William Merrell Vories設計。
1925年（大正14年）9月，第2期工程竣工。中央玄關上方有陶製孔雀。孔雀從此成為大丸的象徵。
1933年（昭和8年），第3期工程完成。這座有濃厚裝飾風藝術風格的近代建築入選DOCOMOMO JAPAN的日本現代運動建築之一。本館、南館在2館體制時的店舖面積為37,490平方公尺。
1983年（昭和58年），梅田店開店，3月起大阪店改稱為心齋橋店。
2009年11月14日，相鄰的SOGO心齋橋本店因經營不善結束營業。大丸收購後成為心齋橋店北館，店舖面積擴張至77,000平方公尺，成為大丸旗下最大規模的店舗。
2011年度下半期，NHK播出描述時尚設計師小篠綾子生涯的連續電視小說《康乃馨》。11月時播出主角賣出「心齋橋百貨店」制服的情節，而在1932年（昭和7年）當時的心齋橋的百貨店僅有大丸心齋橋店。因此，2012年4月25日至5月1日推出期間限定的岸和田KOSHINO SHOP。
2015年（平成27年）12月30日：本館整修暫時閉館。之後形成北館（繼承本館機能）與南館的2館體制。
梅田店

1983年開店。大阪市北區
位於大阪站車站大樓SOUTH GATE BUILDING地下2樓至地上15樓。店鋪面積原為40,416平方公尺，2011年3月起陸續擴增，同年4月19日全面開幕時已達64,000平方公尺。店內有「東急手創館」、「UNIQLO」、「Pokémon Center Osaka」等大型租戶。
京都店
1717年（享保2年），創業地伏見京町北8丁目在京阪電鐵丹波橋站北方。當時不在市中心，而是郊外。
1729年（享保14年）， 供貨商所在的柳馬場綾小路在現址東南東方200公尺處。
1736年（元文元年）， 大丸總本店「大文字屋」所在的東洞院船屋町在市營地下鐵烏丸御池站附近。
1863年（文久3年），新選組採購割羽織而到訪的「松原店」在松原通御幸町、寺町間的北側。在京阪電鐵清水五條站至鴨川東岸之間。
1912年（明治45年）， 「京都大丸」四條烏丸開店，為現在京都店的所在地。
現京都店的店鋪面積為50,830平方公尺，與心齋橋店一樣由Vories設計，不過四條通側外牆已進行過改建整修。
京都店還有4個「周邊店鋪」。
- 大丸恒和大樓Louis Vuitton Store
- 日本生命四條大樓1-2F Emporio Armani、nano universe
- 京都鑽石大樓JOSEPH THE STORE
- 外市秀裳苑大樓東急手創館京都店

同樣位於京都四條的藤井大丸是屬於不同公司。
※松坂屋高槻店在營運上也可視為京都店的分店。
神戶店
1913年（大正2年），神戶元町四丁目開設「大丸吳服店神戶出張所」。
1927年（昭和2年），遷入明石町（現在地）。之後不斷增建，形成由本館、西館（原日本生命大樓）與南館、別館（舊居留地38番館）、Annex（三菱東京UFJ銀行大樓）組成的完整區域。本館大樓由村野藤吾設計。38番館則是由Vories設計的舊國家城市銀行神戶支店建物。
1995年，阪神大地震造成最古老的東亞路側本館損壞。賣場三分之二毀損。
1997年，本館拆除後建設建設地下2層地上10層，店鋪面積50,656平方公尺的新大樓。本工程由大林、戶田、三菱、北野共同企業體施工，總工程費用達200億日圓。為了維持舊居留地的氛圍，外觀使用御影石裝飾，北側與東側加入回廊、設置煤氣燈23座等，打造成近代洋風建築。其中，夜間點燈更成為知名景點。重新開幕的3月2日首日來客數超越震災前假日，達12萬人，銷售額達10億日圓，超越長期位居寶座的「SOGO神戶店」成為當地第一。
神戶店有許多「周邊店鋪」。主要店鋪如下。
- 舊居留地38番館（日语：旧居留地38番館） - HERMÈS、COMME des GARÇONS（日语：コム・デ・ギャルソン）等
- GENIUS GALLERY（日语：ジーニアスギャラリー）
- NTT西日本神戶大樓 - 三宅一生等
- BLOCK47（日經大樓） - GUCCI等
- BLOCK44（神戶御幸大樓）Emporio Armani、BALENCIAGA、FENDI等
- BLOCK30（大丸Carport） - DOLCE&GABBANA、BOTTEGA VENETA等
- 大丸家具館
- 興和大樓 - BURBERRY IMPORT
- OTC神戶大樓 - JILL STUART
- HOTEL VIA MARE - Miu Miu

須磨店
1980年開店，地址為神戶市須磨區中落合二丁目2番4號
位於神戶市營地下鐵西神、山手線「名谷站」前「須磨PATIO」地下1樓至地上4樓。店鋪面積13,076平方公尺。
1980年開幕時為「株式會社大丸須磨店」，2001直營化，成為神戶店分店。
蘆屋店
1980年開店，地址為兵庫縣蘆屋市船戶町1-31
該店直通JR蘆屋站，店鋪面積4,300平方公尺。
1980年開幕時為「株式會社大丸蘆屋店」，2001直營化，成為神戶店分店。
大丸家具館Musée Air
2003年開店，地址為神戶市東灘區向洋町中6-9
位於六甲人工島線「島中央站」前「神戶FASHION MART」2F
東京店

1954年10月在鐵道會館八重洲本館開店（租賃）。店鋪面積31,500平方公尺。
是在大丸吳服店於明治時期結束營業後相隔44年再次進駐東京。開幕日來店人數達20萬人。
當時東京已有月付百貨「大丸百貨店」（現井門企業）在東京展開業務，因此兩公司針對名稱問題進行協商。
協議的結果，百貨店的（下村）大丸取名為「株式會社大丸」，月付的（井門）大丸使用「株式會社大丸百貨店」作為公司名稱。（井門）大丸在廣告宣傳上會使用「LIFE UP大丸」，商標也與（下村）大丸不同。
2007年10月31日暫時關店。該大樓進行行人空中步道與屋頂、站前廣場整備而拆除。
2007年11月6日入駐GranTokyo北塔（現在地）。
第1期地下1樓 - 13樓店鋪面積達34,000平方公尺。
第2期工程結束後的2012年10月5日全面開幕，店鋪面積達46,000平方公尺。
札幌店
2003年開店。地址為札幌市中央區北5條西四丁目7番地
位於札幌站南口JR塔西區。店鋪面積45,000平方公尺。
札幌店活用兼職與打工人員，降低正式員工等手段，在開幕後半年就達成盈餘。另外，由於地點優勢，2009年起就超越老牌的丸井今井成為地方第一。
位於南一條的大丸藤井CENTRAL是不同的公司。在旭川西武於2016年9月底結束營業後，札幌店現在是日本百貨店協會最北的百貨店。

### 相關公司營運店舖
松坂屋的部分請參照該條目。

#### 連結子公司營運店鋪
博多大丸福岡天神店
1953年開店。1975年移至現在地：福岡市中央區天神1-4-1 福岡市營地下鐵天神南站3號出口。
由本館西日本渡邊大樓地下2樓至地上8樓與東館「Erugara」地下2樓至地上6樓組成，店鋪面積44,192平方公尺。
在法人上的規模僅次於本體，是J.Front Retailing在九州地區的重要據點。
下關大丸
1950年開店。1977年移至現在地：山口縣下關市竹崎町4-4-10
位於JR西日本山陽本線下關站前「Seamall下關」地下1樓至地上8樓。店鋪面積23,912平方公尺。
高知大丸
1947年開店。所在地為高知市帶屋町一丁目6番1號。
店鋪面積16,068m平方公尺。
高知大丸四萬十廣場
土佐黑潮鐵道中村站步行3分鐘。是高知大丸唯一的支店。所在地為高知縣四萬十市站前町274番地。店鋪面積500平方公尺左右。

#### 自主編輯賣場
SALON DE GOUT BRANCHE
特選品牌、進口雜貨複合店，有心齋橋店、神戶店、福岡天神店
ufufu girls（うふふガールズ）
以18至34歳女性為客群的低價休閒服飾、雜貨區。2009年11月14日於心齋橋店北館地下1、2樓開設時獲得好評。之後2010年4月22日於京都店1、2樓、10月22日於松坂屋銀座店本館1、2樓開設。2011年2月23日於神戶店3樓、3月23日於札幌店2樓、梅田店1樓與5樓開設。2012年3月2日於松坂屋名古屋店南館2樓開設。

## 已停業的店舖

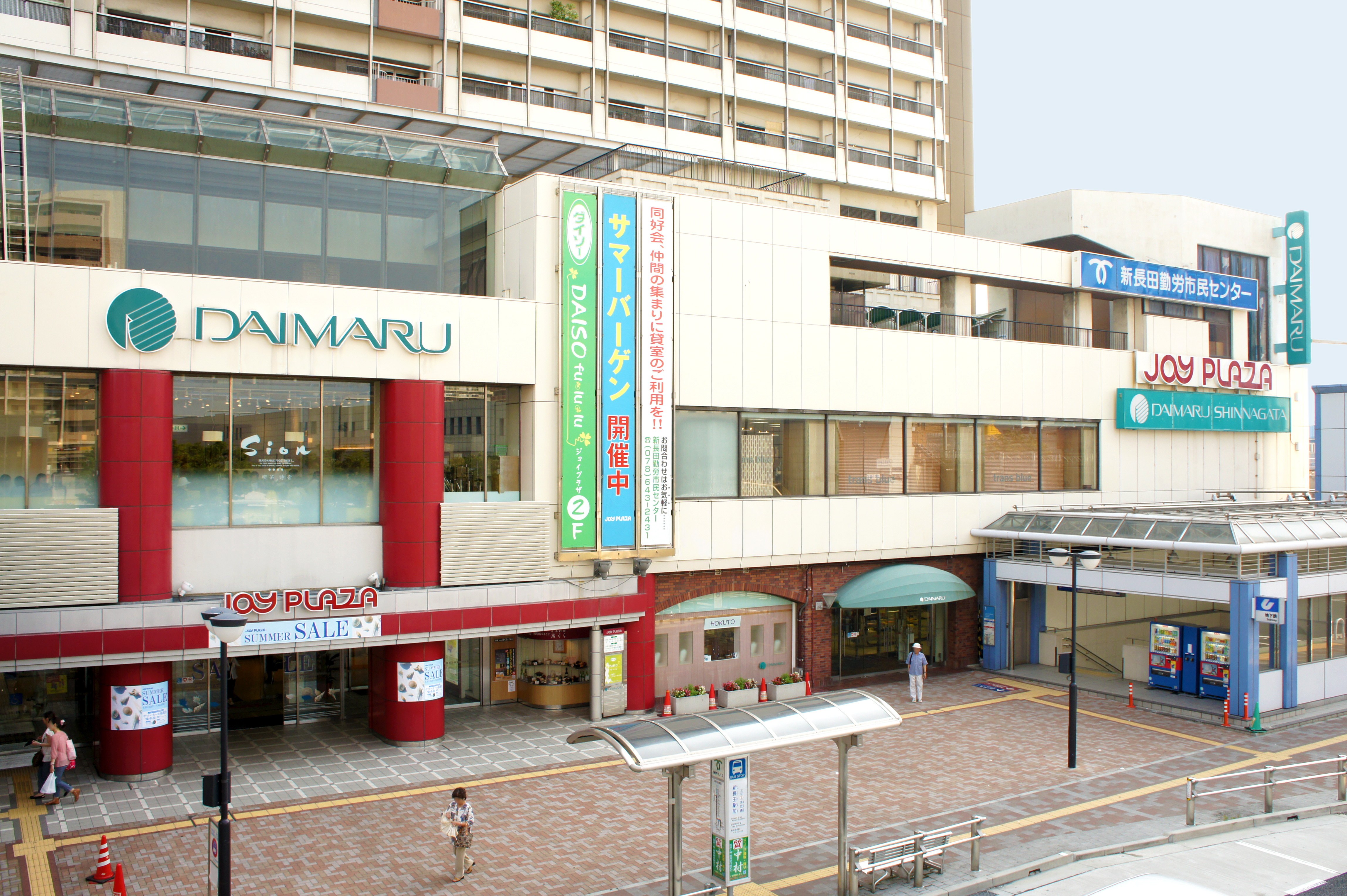
大丸新長田店

- 町田店、町田大丸Plaza Be Me
東京都町田市原町田6-2-6，小田急町田站西口、小田急百貨店（日语：小田急百貨店）旁。1971年以關東地區2號店「大丸町田店」開店。1980年以「Plaza Be Me」重新開幕。2000年2月27日結束營業。建物賣給丸井，2001年2月21日以「OIOIbe町田」（之後改名為町田modi（日语：モディ））開幕。
- 八王子大丸
1972年開店，1985年結束營業。位於東京都八王子市橫山町18-7，JR中央線八王子站北口甲州街道旁。八王子與前述的町田一樣是運輸生絲的「絹之道（日语：神奈川往還）」要地。進出江戶時的風呂敷也被記錄在「八王子織物史」。1970年，作為東京近郊（距都心50km）的臥城，人口突破25萬的八王子開始受到矚目。大丸成為繼伊勢丹（1969）、西武百貨店（1970）之後第三間進駐的百貨店。之後各百貨間競爭激烈，1983年「八王子SOGO（日语：JR東京西駅ビル開発）」進駐車站大樓後成為大丸退出的最後一根稻草。
大丸撤退後的大樓由忠實屋（日语：忠実屋）開設時裝大樓「FAM」，之後由合併後的大榮於2001年2月9日將本館與別館土地、建物賣給日本中央地所與CENTRAL地所[13]。建物拆除後，2003年3月由長谷工（日语：長谷工コーポレーション）建設高層公寓「Maxis Towers Urban Duo」。
- LaLaport橫濱（日语：ららぽーと横浜）店
橫濱市都筑區池邊町4035-1（JR橫濱線鴨居站步行7分）。2007年開店，2013年1月31日結束營業。店鋪面積4,000平方公尺。與浦和PARCO店一樣是東京店的分店，是以強調食品的「大丸FOOD MARKET」的形式展店。

- 新長田店
神戶市長田區若松町5-5-1 Joyplaza（日语：ジョイプラザ (ショッピングセンター)）。1977年開店，2013年1月31日結束營業[14]。
店鋪面積9,091平方公尺。作為神戶店的分店，是生活型店鋪。之後租位由西友入駐。
- 和歌山店
和歌山市元寺町1-25。1971年開店，1998年結束營業。
賣場面積4000平方公尺的小型店，是心齋橋店的分店。
閉店後，歷經和光電氣（日语：和光電気 (家電量販店)）的暢貨中心、大創百貨等，現在是唐吉訶德和歌山店。
- 米子大丸
鳥取縣米子市西福原2-1-10。1963年12月以「米子Store」開店。1971年更名為「米子大丸」。1987年轉讓給現「米子新町天滿屋（日语：天満屋）」。
- 別子大丸、新居濱大丸（日语：新居浜大丸）（舊別子百貨店）
愛媛縣新居濱市西原町3丁目1-26。地上4層建築，賣場面積7,457平方公尺。
1950年以「別子百貨店」開店。1951年大丸投資後更名為「別子大丸」，1975年更名為「新居濱大丸」。
2001年AEON新居浜濱購物中心（日语：イオンモール新居浜）開設前結束營業，大丸舊址現在是地方超市「Mamai（日语：ママイ）」。
- 今治大丸（日语：今治大丸）（舊大洋百貨）
愛媛縣今治市常盤町4-1-18。1962年以「大洋百貨」開店。1974年大丸投資後更名為「今治大丸」。2008年12月31日結束營業。
- 長崎大丸（舊岡政百貨店）
長崎市濱町4-11。1934年5月22日以「岡政百貨店」開店。1969年3月業務合作。1987年，岡政100%出資的新公司「株式會社長崎大丸」成立。1988年營業權轉讓給大丸。2003年企業重組，併入博多大丸成為「博多大丸長崎店」。2011年7月31日結束營業。店鋪面積9,176平方公尺。2014年秋季，FJ hotels新建的「HOTEL FORZA長崎」開幕[15]。

## 海外業務
大丸曾在多個海外地方開設分店，包括香港、台灣、新加坡、泰國、澳洲墨爾本及黃金海岸等。1970年代末，大丸是首家在泰國開設的日本百貨公司。1998年，香港分店關閉，而新加坡、墨爾本及黃金海岸分店則在2003年因利潤太低而結業，而與上海新世界百貨合資成立，於2015年3月開幕的上海新世界大丸是目前為止唯一一間海外分店。

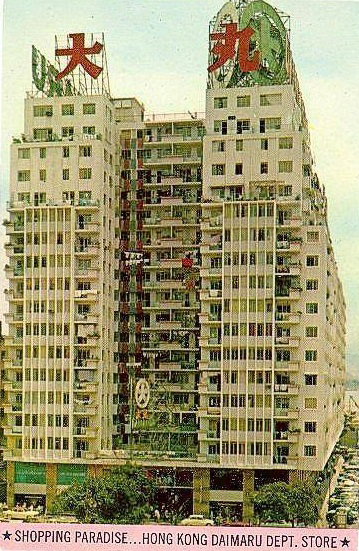
香港昔日的銅鑼灣大丸廣告

### 香港大丸

香港大丸是首家在香港落戶的日本百貨公司，圖為1965年的外貌

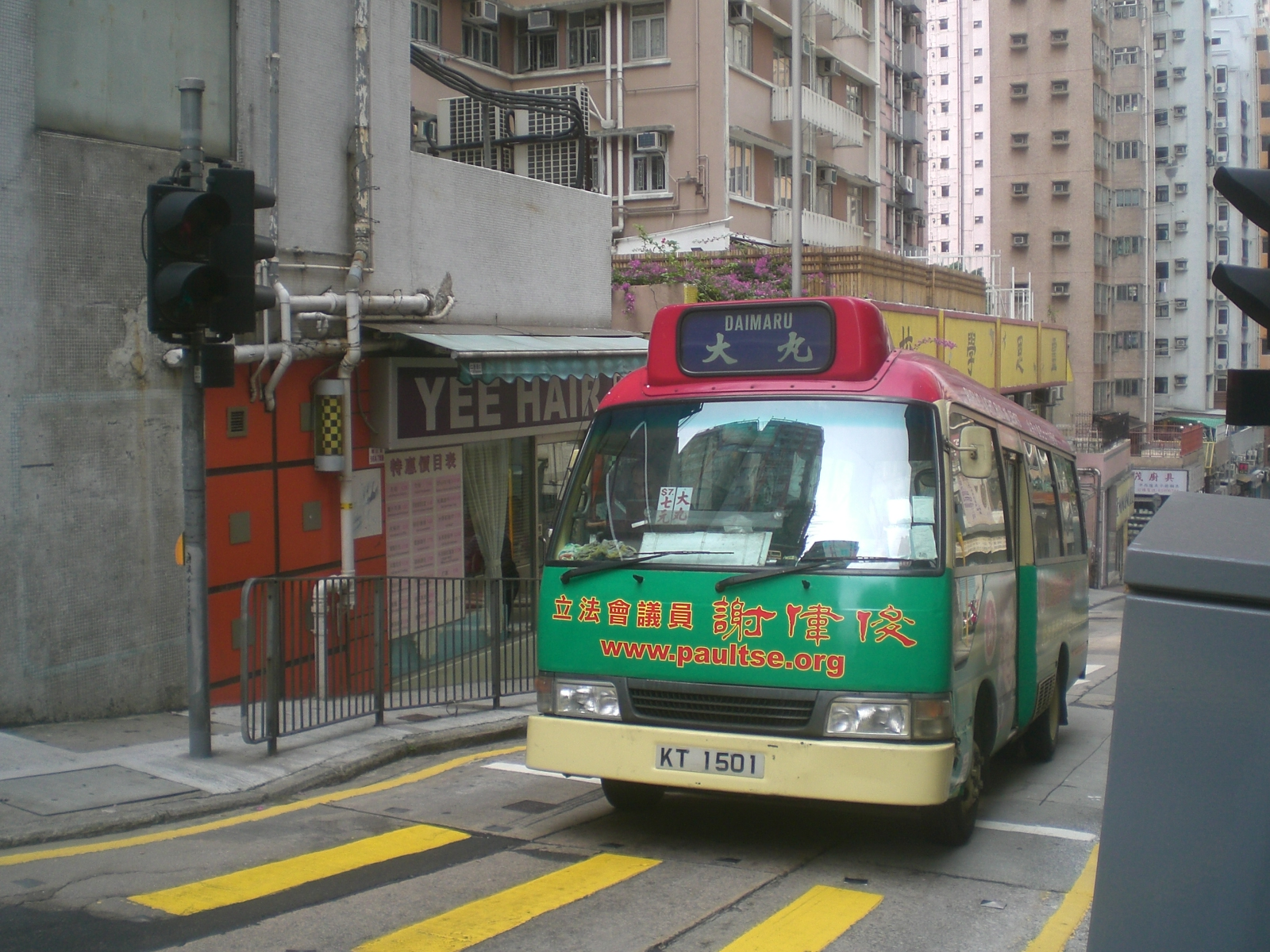
大丸現在仍作為香港小巴車站名稱

香港大丸由日本大丸與香港商人張玉麟與銅鑼灣大地主利銘澤合資開辦，當時富商張玉麟透過利氏家族成員、同時又是銅鑼灣大地主的利銘澤，認識了日本通劉，並借此引入大丸百貨。日本大丸佔51%，張玉良則佔49%股權，資本額為300萬港元，店址位於銅鑼灣記利佐治街與百德新街交界，於1960年11月3日開業，原址前身為百德商場。「大丸」是第一家在香港插旗的日本百貨公司，日本的代表是「都三良」，香港的代表是「劉」。香港大丸走中高級路線，所售貨品六成為日本製造，甚受當時的香港市民歡迎。而且當時的大丸百貨公司還有一項新突破，包括堅持「不二價」（意思為只有一個價錢）。此外，大丸百貨也堅守日式百貨公司的服務態度，因為服務員彬彬有禮的服務態度，甚至比中式國貨公司更受歡迎，所以大丸11月4日開店翌日，全日來店人數接近10萬人。而當年化妝品部，更請來和服小姐幫港人化妝，哄動香港。從此每逢周六日，成為港人一家大細好去處。同時改變香港兩代人的購物模式。
1972年10月14日，大丸百貨發生爆炸案，地下一個杂物间煤气泄漏，引起猛烈爆炸。一名化妝品部女收銀員被震開的收銀機重擊頭部喪命，而一名消防員亦因強烈氣流而倒下，被玻璃碎片弄至毀容而殉職。最終釀成2死、280多人傷，其中50多人重傷。
到1983年，大丸百貨在鄰近的京士頓街擴展營業，開設超級市場和家居用品部。同年，日本敷島製包以Burlap的名義在內開設首間麵包店。成立不過自1990年代起，大丸縮減規模，只保留超級市場等部門，而記利佐治街原址則分拆成商場舖位，並引入名店。到1998年2月，大丸削減40多名員工，同時縮減百德新街分店規模。同年6月25日，宣佈結束香港的所有業務，原址其後分拆為商場名店坊。
值得一提，百貨公司開業前後在電台以「香港大馬勞大丸百貨公司」賣廣告，因而當時又被戲稱為「大馬騮」。另外，香港公共小巴至今仍使用的「大丸」總站布牌即是指糖街小巴站。

### 台灣「建台大丸」
台灣的大丸，名為「建台大丸」，由日本大丸和台灣建台水泥合作，1999在台中和高雄85大樓開設分店，2002年結束台灣所有業務。

### 上海新世界大丸

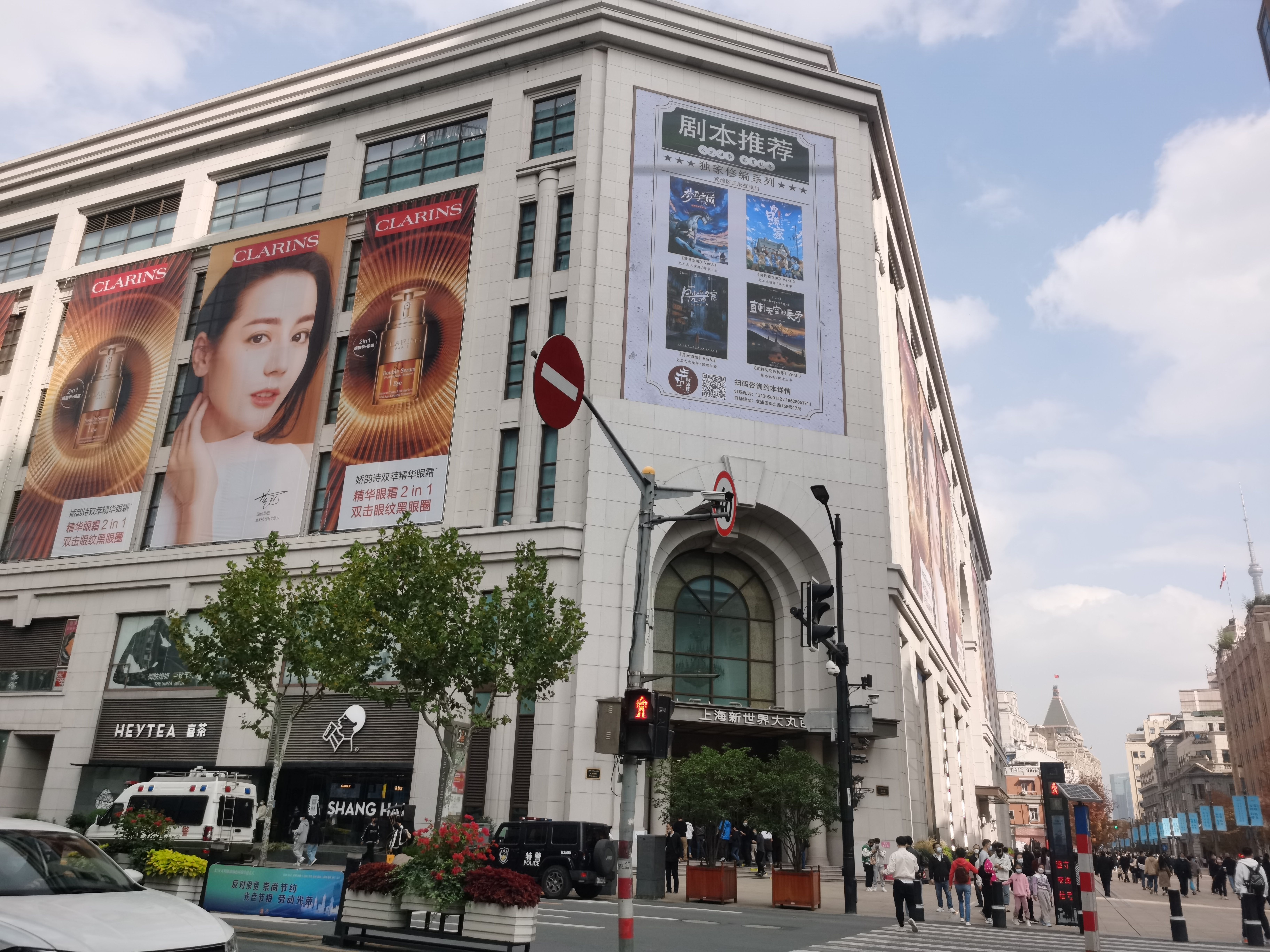
新世界大丸百貨（2022年11月）

上海新世界大丸百貨店作為一家由中國百貨店流通集團新世界百貨店與日本大丸百貨店合資開設的百貨店，位於上海市內顧客人流最多的南京東路，與著名的旅遊景點外灘地區之間，於2015年3月開幕。GUCCI、D & G、Bottega Veneta、Burberry、Ferragamo等品牌位於一層，J.ESTINA、COACH、FURLA、MCM等品牌位於二層。

## 關係企業
- 大丸Peacock：1960年，大丸開設一家名為Peacock Sangyo的子公司，其後易名為大丸Peacock，在關東地區設有37間，關西則開設27間超級市場。

- 大丸興業

## 大丸出身的知名人士

### 棒球部
- 秋本祐作 : 投手（1956年阪急勇士→廣島東洋鯉魚→讀賣巨人）
- 足立光宏 : 投手（1959年阪急勇士）
- 小林繁 : 投手（1971年讀賣巨人選秀6位→阪神虎）

### 競泳部
- 古川勝（1956年夏季奧林匹克運動會金牌得主）

## 節目贊助

### 現在
電視
- 每日放送《VOICE（日语：VOICE (ニュース番組)）》－ 2000年10月2日至今
- 札幌電視台《道產子Wide179（日语：どさんこワイド）》
- 日本海電視台 《鳥取大丸Information》等

### 過去
電視
- 大阪電視放送
綜藝節目《大丸Music Show Window》－ 1956-1957年
- 日本教育電視台、每日放送
動畫節目《大丸PEACOCK劇場》－ 1963-1966年
電視劇《大丸名作劇場》－ 1966-1968年
- 每日放送《スタジオ2時》
- TBS綜藝節目《{もしもしスタジオ》－ 1972年4月- 1976年3月
- 朝日放送綜藝節目《ワイドショー・プラスα》⇒《バラエティワイド こんな時α》

廣播
- 朝日放送《ABCディスカバー・サタデー フレンドリー大丸》－ 1972年
- 京都放送《アクションヤング大丸》－京都店屋頂公開錄音。
- 關西廣播電台（日语：ラジオ関西）《神戸発日曜午後一時》
- 關東廣播電台《大丸ミュージックスクエア》－ 町田店、八王子大丸屋頂公開錄音
- 文化放送《ミュージックスクエア 歌の百貨店》

## 外部連結
- 大丸（页面存档备份，存于）
- 福岡・天神大丸(博多大丸) （页面存档备份，存于）
- 長崎大丸
- 下關大丸
- 鳥取大丸 （页面存档备份，存于）
- 今治大丸
- 高知大丸 （页面存档备份，存于）
- 大丸Peacock
- 上海新世界大丸 （页面存档备份，存于）